# Gare de Bains-les-Bains
Gare de Bains-les-Bains vasútállomás Franciaországban, Le Clerjus településen.

## Vasútvonalak
Az állomást az alábbi vasútvonalak érintik:
- Blainville-Damelevières–Lure-vasútvonal

## Kapcsolódó állomások
A vasútállomáshoz az alábbi állomások vannak a legközelebb:
- Gare de Xertigny
- Gare d’Aillevillers